# Arne Bendiksen
Arne Joachim Bendiksen (* 19. Oktober 1926 in Bergen; † 26. März 2009) war ein norwegischer Sänger, Komponist und Musikproduzent.

## Leben
Bendiksen war in den 1950er Jahren Mitglied der Gruppe The Monn Keys. Später betätigte er sich hauptsächlich als Komponist für andere Künstler wie Wencke Myhre, Hanne Krogh und Kirsti Sparboe. Er nahm mehrfach am Eurovision Song Contest teil, davon einmal als Sänger (1964) sowie danach mehrmals als Komponist. Die beste Platzierung erreichte dabei Åse Kleveland 1966 mit dem dritten Platz. Dagegen landete Kirsti Sparboe 1969 mit nur einem einzigen Punkt auf dem letzten Platz. 1964 gründete er seine eigene Plattenfirma, bei der unter anderem Wencke Myhre veröffentlichte. 1995 erhielt er den Spellemannprisen und 1996 wurde er von König Harald V. mit der norwegischen Verdienstmedaille in Gold ausgezeichnet.

## Diskografie (Auswahl)

### Alben
| Jahr | Titel                  | Höchstplatzierung, Gesamtwochen, AuszeichnungChartsChartplatzierungen (Jahr, Titel, Platzierungen, Wochen, Auszeichnungen, Anmerkungen) | Anmerkungen    |
| Jahr | Titel                  | NO | Anmerkungen    |
| ---- | ---------------------- | --- | -------------- |
| 1967 | Alle tiders barneplate | NO5 (32 Wo.)NO | mit Per Asplin |

Weitere Alben
- 1964: Synger For Barna

### Singles
| Jahr | Titel Album                                | Höchstplatzierung, Gesamtwochen, AuszeichnungChartsChartplatzierungen (Jahr, Titel, Album, Platzierungen, Wochen, Auszeichnungen, Anmerkungen) | Anmerkungen                       |
| Jahr | Titel Album                                | NO | Anmerkungen                       |
| ---- | ------------------------------------------ | --- | --------------------------------- |
| 1963 | Jeg vil ha en blå ballong Synger For Barna | NO1 (15 Wo.)NO |                                   |
| 1968 | Vi gratulerer –                            | NO3 (12 Wo.)NO | mit Kirsti Sparboe & Oddvar Sanne |